# ات-وینیول
ات-وینیول (به فرانسوی: Haute-Vigneulles) یک کمون در فرانسه است که در Canton of Faulquemont واقع شده‌است.

## خصوصیات
ات-وینیول ۹٫۵۳ کیلومترمربع مساحت و ۴۰۸ نفر جمعیت دارد و ۳۰۰ متر بالاتر از سطح دریا واقع شده‌است.